# Ako (Cameroun)
Pour les articles homonymes, voir Ako.
Ako est une commune du Cameroun située dans la région du Nord-Ouest et le département du Donga-Mantung.

## Population
Lors du recensement de 2005, la commune comptait 40 349 habitants, dont 5 516 pour Ako Town.
On y parle le mbembe tigon, une langue jukunoïde.

## Structure administrative de la commune

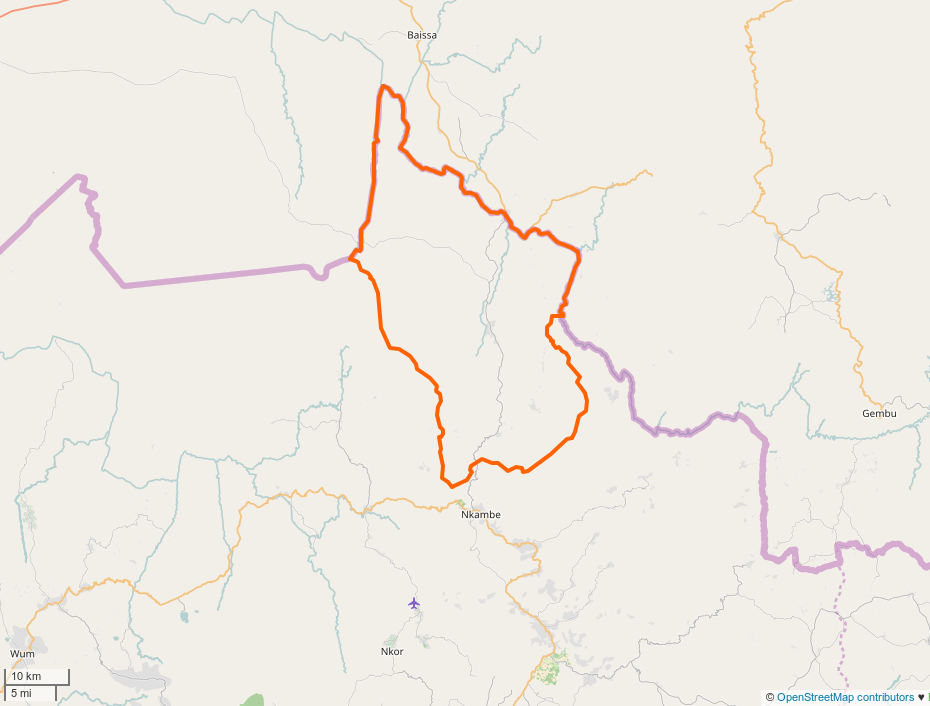
OSM de la commune d'Ako

Outre la ville d'Ako, la commune comprend les villages suivants  :
- Abafum
- Abuenkpa
- Abuenshie
- Akwaja
- Akwenko
- Akwesse
- Amba
- Ande
- Assa
- Berabe
- Buku
- Jafor
- Jevi
- Mbande
- Mbiribua
- Mpenchere
- Ndaka
- Zembe-Aburu
- Ziekpi